# Перша українська національна експедиція «Еверест-99»
Перша українська національна експедиція «Еверест-99» — перша експедиція на вершину Еверест у 1999 році, по класичному маршруту з півночі. 8 травня 1999 року троє членів збірної команди досягли вершини без кисневих апаратів: В.Терзиул, В.Копитко, В.Горбач. Невідома залишилася доля досвідченого альпініста Василя Миколайовича Копитка, сліди якого загубилися на Евересті. Досягнення експедиції було відмічено урядовими нагородами та присвоєнням високих спортивних звань усім учасникам заходу. Організатору і керівнику експедиції В.Симоненку присвоєно почесне звання «Заслужений тренер України з альпінізму».

## Підготовка
Організацію експедиції взяв на себе Президент альпіністського клубу «Одеса», президент федерації альпінізму і скелелазіння України Валентин Симоненко, який очолив Першу Українську національну експедицію на Еверест і, завдяки його зусиллям, були зібрані кошти для проведення експедиції, вирішені всі організаційні проблеми від закупівель висококласного альпіністського спорядження, висотної взуття в США і Франції, кисневого обладнання в Росії до отримання портативних радіостанцій і сателітового телефону. Підготовка включала в себе рік посилених тренувань, зборів на Кавказі зі сходженнями на зимовий Ельбрус, успішні штурми гімалайських семитисячників Пуморі і Ама-дамбам. У підсумку, з двадцяти претендентів було обрано дев'ять найсильніших альпіністів України.
22 березня Перша національна українська експедиція на Еверест в повному складі вилетіла за маршрутом: Одеса — Дубай — Катманду.
У столиці королівства Непал — Катманду, учасники експедиції за чотири дні закупили близько тонни продуктів, паливо — бензин, гас, газ, провели переговори з приймаючою фірмою, вирішили все митні, візові та транспортні проблеми і 28 березня перетнули по мосту Дружби Непал-китайський кордон . Тут під наглядом офіцера зв'язку та перекладача пересіли в потужні джипи, які за три дні довезли до базового табору під Еверестом.
Великий набір висоти до позначки 5150 м над рівнем моря, незважаючи на Ельбруську акліматизацію, давав про себе знати ще два-три дні.
У базовому таборі у льодовика Ронгбук виявилися другими. На один день раніше прибула велика американська експедиція. Почалася багатоденна облога Евересту — акліматизація і обробка маршруту по північно-східному гребеню Евересту.
31 березня в прекрасну погоду на тлі Евересту засяяв державний прапор України, який підняли Валентин Симоненко і наймолодший учасник експедиції Микола Горюнов.
Почалася багатоденна облога Евересту — акліматизація і обробка маршруту по північно-східному гребеню Евересту. У цій роботі взаємодіяли з американськими альпіністами, хоча всі проміжні табори українці встановлювали першими. В цьому не було ніякого змагального елементу, просто виконували свій тактичний план, а американці готувалися крім штурму Евересту до пошуку зниклого безвісти 75 років тому одного з першопрохідців Евересту, англійського альпініста Меллорі.

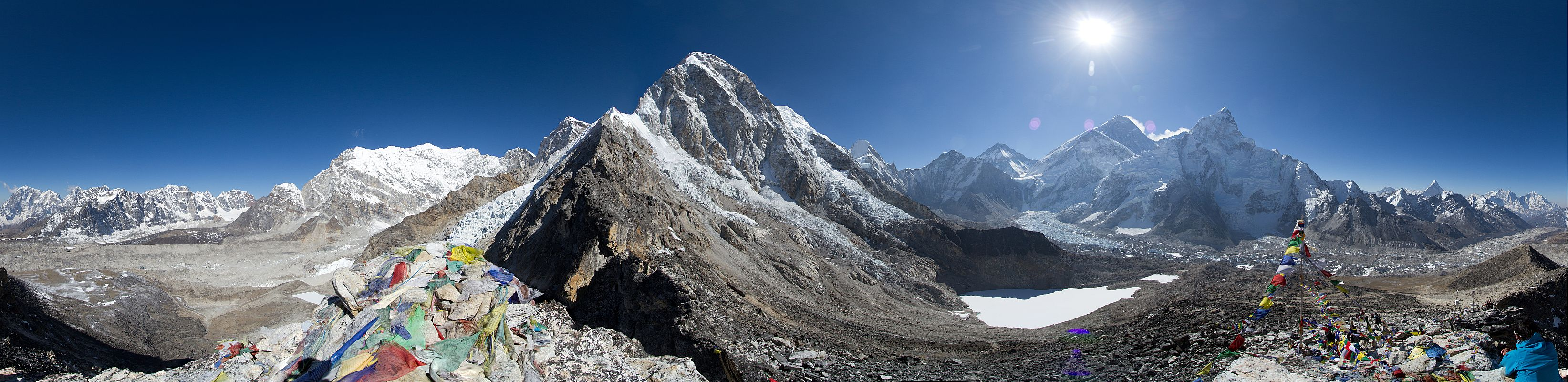
Краєвид, що відкривається з табору

9 квітня Валентин Симоменко в зв'язку зі службовою необхідністю був змушений повернутися в Україну. Але головне він встиг зробити: експедиція була запущена в повний хід. Надалі з ним взаємодіяли щодня, використовуючи супутниковий зв'язок. Установка проміжних таборів, в яку входила установка наметів, закидання продуктів, мотузок, гаків, пальників, газу і т. ін. пройшла за таким часовим графіком:
- 4 квітня — ABC (передовий базовий табір) 6350 м;
- 7 квітня — Л4 (Північне сідло) 7050 м;
- 18 квітня — Л5 7800 м;
- 27 квітня — Л6 (штурмовий табір) 8300 м;

На перший вихід групи вийшли в таких складах: 
- I група — Ковальов С. — керівник, Копитко В., Свергун І.
- II група — Леонтьєв В. — керівник, Горбач В., Коваль Р.
- III група — Терзиул В. — керівник, Бершов С. — координатор, Горюнов Н.[3]

Надалі відбулися наступні зміни в складах трійок. Після першого виходу застудився І. Свергун та був переведений в третю групу, щоб мати для лікування додатково три дні, а в першу групу був переведений В. Терзеул. Бершов С. став поєднувати два навантаження — координатора і керівника третьої групи. На третьому виході прихворів С. Ковальов та рішенням тренерської ради його перевели в другу групу, а В. Горбача включили до складу першої групи. Для суворих умов Евересту всі ці дрібні «болячки» були в межах допустимого і лікаря експедиції Володимиру Лебеденко швидко вдалося відновити і допустити всіх учасників експедиції до штурму Евересту.
Цьому сприяло спорудження Владиславом Терзиулом лазні з парною в наметі. Американці, бельгійці, болгари, росіяни, грузини і китайці приходили в гості і просилися попаритися.
Перед вирішальним, четвертим, виходом на вершину всі учасники мали хорошу акліматизацію — 2 ночівлі на висоті 7800 м і всі побували понад 8000 м. Лише двоє — С. Ковальов та С. Бершов, під час закидання в штурмовий табір висоти 8300 м не досягли. Всі учасники експедиції головним тренером і лікарем були допущені до штурму Евересту. Кожен альпініст мав свій шанс досягти Евересту. Погода в цьому сезоні була стабільною і порівняно теплою, тактичний план підготовки і штурму був виконаний на 100 % і, здавалося, все було зроблено для успішного сходження на Гору.

## Хронологія сходження
8 травня 1999 року в 4-00 ранку передова група в складі керівника Владислава Терзиула, Василя Копитко і Володимира Горбача вийшла на штурм Евересту з висоти 8300 м, друга команда Вадим Леонтьєв, Сергій Ковальов та Роман Коваль піднялися на висоту 7800 м і третя Сергій Бершов, Ігор Свергун та Микола Горюнов на Північне сідло — 7050 м.

Василь Копитко

О 12 годині дня вдалося встановити прямий зв'язок між Еверестом і Києвом. О 14 годині 7 хвилин вершини сягнув Владислав Терзиул, через 4 хвилини до нього приєднався Василь Копитко. Вони розгорнули український прапор на найвищій вершині світу і знялися на відеокамеру. Погода стала псуватися, але хлопці все ж очікували підходу Горбача до 15.00, але не дочекалися і стали спускатися. Так як сходження відбувалося без застосування кисню, то перебування на цій космічній висоті «зайвих» годин не обіцяло нічого доброго. О 15.15 вони наткнулися на Горбача, який сидів на передвершинному гребені. Василь повідомив по радіозв'язку, що група вирішила дозволити Володимиру підйом на вершину, до якої було рукою подати. Самі ж вони вирішили почекати його трохи нижче, де не дме вітер. Горбачу було встановлено контрольний час 35 хв., Тобто до 16.00. О 16.00 він повинен був почати спуск з вершини. У другій половині дня почалася завірюха, піднявся вітер.В 16.11 Горбач, нарешті, вийшов на зв'язок. Його попросили терміново спускатися вниз. Василь і Терзиул отримали вказівку чекати Горбача. Вони навісили три обгороджування мотузки для прискорення його спуску. О 17.25 Василь все-таки дочекався Володимира, і вони почали спуск. У нього був підморожений ніс, він був загальмований і млявий, але міг рухатися самостійно. Терзиул йшов попереду, вириваючи мотузки з-під снігу. Останній зв'язок був у 21.00. Горбач був у районі Першої щаблі з Василем. На цьому зв'язок обірвався. Тут Терзиул втратив їх з видимості. Через годину вирішив, що хлопці пройшли низом і почав спускатися до намету. У наметі нікого не виявилося. Тим часом погода остаточно зіпсувалася, настала темрява. Мотузку не вдавалося знайти, тому Василь пішов на гребінь, щоб посвітити вниз ліхтариком. Володимир Горбач пройшов трохи вперед в пошуках мотузки. Біля великого каменя було домовлено зустрітися з Василем Копитком, але більше його ніхто не бачив. У 21-00 зв'язок зі штурмовою групою обірвався. Василь до останнього виконав свій обов'язок лікаря-альпініста перед хворим напарником по зв'язці В.Горбачем, спустивши його по гребеню на 8500 м, але сам при пошуку перил до штурмовому табору безслідно зник.

База викликала Україну 1 до години ночі кожні 15 хв. О 3 годині ночі 9 травня Горбенко дав команду на вихід в 5 ранку зв'язці Ковальов — Леонтьєв з висоти 7800 м і Свергун — Горюнов з 7050 м. О 8 ранку в підзорну трубу Горбенко побачив людину в районі 8400 м. Як повідомив пізніше Сергій Ковальов — це був Терзиул. Об 11.30 Ковальов зустрівся з Терзиулом який спускався по перилах, він піднявся на 8500 і заніс туди кисневий балон, редуктор і маску, але нікого не побачив. Терзиул був смертельно втомлений, втратив голос, але міг пересуватися і самостійно почав спуск в Л5.
О 15.00 Сергій Ковальов закінчив свій стрімкий підйом на 8600 м, де знайшов осліплого Горбача. Чотири години Сергій водинці стаскував Володимира, поки до них не піднялися Ігор Свергун та Микола Горюнов. Микола повідомив, що Горбач зовсім поганий, ніс, руки і ноги обморожені, рухатися самостійно не може. Після 10 години найтяжчого спуску вони досягли наметів на 8300. Лікар Володимир Лебеденко, який разом з американськими альпіністами розгорнув в АВС справжній лазарет для лікування Горбача, повідомив, що з ініціативи Рассела Брайса — керівника міжнародної експедиції і Еріка Сіменсона — керівника американської експедиції, створений добровільний загін альпіністів — рятувальників високого класу американців та італійців, які вийдуть на сідло, щоб швидко і безпечно спустити потерпілого по крутих льодових стін Північного Сідла. Велику допомогу в організації спуску надали так само В'ячеслав Скрипко (Росія), Борис Димитров (Болгарія), Сільвіо і Фабріціо (Італія), Джек Нортон, Тед Річардс, Конрад Анкер і Енді Политц (США).
Володимир Горбач, не встигнувши знайти дорогу до штурмового табору до настання ночі, провів на висоті більше 8500 метрів півтори доби і отримав сильні обмороження.
У цей день, коли Горбач був на межі життя і смерті (тиск 60/10) Ковальов і Леонтьєв продовжили обстеження снігового схилу під Першою сходинкою в пошуках Василя Копитко. 11 травня з радіозв'язку в 8 і 12 годин з пошуковою групою стало ясно, що їм уже пора втрачати висоту, тому що хлопці «попливли», висота вивела їх з відмінної спортивної форми. Вони повинні були спуститися в табір на 7800 і продовжити візуальне спостереження за північно-східними схилами Евересту. На 8300 залишилився штурмовий намет, хоча надії на порятунок Василя після трьох днів пошуків стали нікчемними.
14 травня Лебеденко і Горбенко вийшли до підніжжя Північної стіни Евересту для продовження пошуку Василя. Погода не дала провести спостереження, але промаркували шлях турами по льодовику Головний Ронгбук. Їх змінили Терзиул і Ковальов, які в гарну погоду за допомогою підзорної труби змогли обстежити даний район, але нікого не виявили. 17 травня всі спустилися в базовий табір, проміжні табори були зняті, було прийнято рішення про припинення пошукових операцій і завершення експедиції.
Пошуки зниклого Василя Копитко тривали протягом тижня, але успіху не принесли (тіло не знайдено).

## Склад експедиції
- Горбенко Мстислав Мстиславович — головний тренер експедиції, м. Одеса
- Симоненко Валентин Костянтинович — керівник експедиції, президент Федерації альпінізму і скелелазіння України, м. Київ
- Бершов Сергій Ігорович — альпініст, м. Харків
- Горбач Володимир Іванович — альпініст, м. Київ
- Горюнов Микола Вікторович — альпініст, м. Київ
- Коваль Роман Георгійович — альпініст, м. Одеса
- Ковальов Сергій Вікторович — альпініст, м. Харцизьк, Донецька область
- Копитко Василь Миколайович — альпініст, м. Одеса
- Леонтьєв Вадим Геннадійович — альпініст, м. Одеса
- Свергун Ігор Миколайович — альпініст, м. Харків
- Терзиул Владислав Олександрович — альпініст, м. Одеса
- Лебеденко Володимир Сергійович — лікар експедиції, м. Одеса.[7]

## Аналіз
За словами Володимира Горбача, у альпіністів був дуже короткий відпочинок перед штурмом — лише три дні, а потрібен як мінімум тиждень. Хотіли піднятися на вершину до Дня Перемоги, тому не стали чекати на поліпшення погоди. Хоча від сусідньої, американської експедиції, що одержувала регулярно прогнози метеорологів, знали, що через пару днів умови будуть прийнятні. Втім, коли вийшли з табору, було відносно спокійно, але, як і прогнозувалося, у другій половині дня почалася завірюха, піднявся вітер. Тому Володимир Горбач та Василь Копитко і не змогли знайти мотузку, яка була прокладена в штурмовий табір.
Горбенко у інтерв'ю у 2009 році заявив: «Найкритичніший момент настав коли Копитко і Терзиул зустріли на спуску з вершини Горбача який відставав. І тут я через 10 років, можу звинувачувати себе що вчинив як альпініст, а не як керівник.
Успіх вже є, погода псується, були всі підстави повернути Володю Горбача назад. Але Терзиул і Вася Копитко, як лікар, сказали по зв'язку, що Горбач в нормі, а до вершини 10 хвилин ходу. Ось це очікування і був найважчий момент. Замість 10 хвилин Володя Горбач прийшов через дві години. І все посипалося, і ситуація вийшла з під контролю». «Прив'язки (до дати) не було зовсім. У горах це практично не можливо і всі спроби робити щось подібне наприклад в Радянсько-американсько-китайської експедиції 1989 не дали абсолютно нічого.»

## Цікаві факти
- Два роки посилених тренувань перед експедицією на Кавказі, сходження на гімалайські вершини Пумарі (7161) і Ама-Даблам (6586) пройшли цілком успішно. Спортсмени тренувалися в барокамері, де штучно створюються умови висоти восьми-дев'яти тисяч метрів.[5]